# 三塭
三塭，由北塭、南塭、白沙塭三座皆被列入2005年澎湖90島嶼統計的島嶼組成，為台灣澎湖縣望安鄉西安村的島嶼群，其中北塭面積0.0121平方公里，最高處高9公尺、南塭面積0.0099平方公里，最高處高5公尺、白沙塭面積0.0063平方公里，最高處高5公尺。距離望安島最近的「白沙塭」位於望安島最西南端大瀨仔的西方約2公里處，「北塭」位於白沙塭西北西約700公尺處，「南塭」位於南南西方約550公尺處，島上建有一座小型導航標誌燈。